# 香川県道33号高松善通寺線
香川県道33号高松善通寺線（かがわけんどう33ごう たかまつぜんつうじせん）は、香川県高松市から善通寺市に至る県道（主要地方道）である。

## 概要
高松市内中心部から西宝町および香西の南部域を西南方面に抜けて鬼無駅前を通り、以降はJR四国予讃線の北側をほぼ並走する。宇多津町新開付近で予讃線の高架橋に跨がれ同線の南側を並走し、丸亀市の中心部に至ったところで南下。香川県立丸亀高等学校付近で南西に進路をとり善通寺市にある多度津高架橋西交差点へ向かう。
1975年（昭和50年）に路線制定された当初の区間は中新町交差点から前谷東交差点までで、路線名も香川県道267号坂出国分寺高松線であったが、1983年（昭和58年）に国道11号坂出丸亀バイパスの前谷東交差点から丸亀原田交差点間が全通し、国道11号の旧道部分とあわせて主要地方道に変更された上で香川県道33号高松丸亀線に改称、さらに2004年（平成16年）には国道11号多度津高架橋の完成によりそれまで国道11号だった丸亀原田交差点から多度津高架橋西交差点の間が編入され、現県道名となる。
かつて玉藻城の堀に掛かっていた常磐橋を起点とする讃岐五街道（高松藩五街道）のひとつである丸亀街道を前身とし、現在もこの愛称で呼称されることがある。また香川県道175号衣掛郷東線（旧丸亀街道）は同様に本道の旧道である。

### 路線データ
- 起点：香川県高松市中新町（中新町交差点・中央通り交点）
- 終点：香川県善通寺市稲木町（多度津高架橋西交差点、国道11号交点）
- 総延長：33.805 km
- 重用延長：1.084 km
- 実延長：32.721 km

## 歴史
- 1993年（平成5年）5月11日 - 建設省から、県道高松丸亀線が高松丸亀線として主要地方道に指定される[1]。

## 路線状況

### 名称・愛称
- 丸亀街道（高松市、坂出市、丸亀市、善通寺市）
- 久米通賢街道（坂出市）
- 京極通り（丸亀市）
- 旧国道11号線（高松市、坂出市、丸亀市、善通寺市）

### 重複区間
- 香川県道177号円座香西線（香川県高松市香西南町 - 香川県高松市鬼無町佐藤）
- 香川県道179号端岡停車場線（香川県高松市国分寺町新居・国分寺町新居交差点 - 端岡交差点）
- 香川県道19号坂出港線（香川県坂出市坂出市元町・天神町交差点 - 文明町交差点）
- 香川県道21号丸亀詫間豊浜線（香川県丸亀市塩飽町・塩飽町交差点 - 香川県丸亀市大手町・丸亀郵便局前交差点）
- 香川県道204号丸亀停車場線（香川県丸亀市塩飽町・塩飽町交差点 - 香川県丸亀市中府町・中府町3丁目交差点）

### 都市計画道路路線指定
- 高松市
  - 中新町鬼無線 中新町交差点 - 桃太郎神社前交差点

### 道路施設

#### 橋梁
33橋梁751 m
- 郷東橋（郷東川・高松市西宝町三丁目）
- 香西新橋（本津川・高松市香西東町）
- 綾川大橋（綾川・坂出市府中町）
- 大束川橋（大束川・宇多津町新開）
- 新内橋（安達川・丸亀市土器町東九丁目）
- 蓬莱橋（土器川・丸亀市土器町東八丁目）
- 金蔵寺新橋（金倉川・善通寺市原田町）

## 地理

### 通過する自治体
- 高松市
- 坂出市
- 綾歌郡宇多津町
- 丸亀市
- 善通寺市
- 仲多度郡多度津町
- 善通寺市

### 交差する道路
- 国道11号・国道30号・国道32号・国道193号・国道436号・国道492号・香川県道43号中徳三谷高松線旧道・香川県道155号牟礼中新線（高松市中新町・中新町交差点 / 起点）
- 香川県道173号高松停車場栗林公園線（香川県高松市中央町・天神前交差点）
- 香川県道172号川東高松線・高松市道錦町宮脇線（香川県高松市亀岡町・亀阜小学校西交差点）
- 大学通り（香川県高松市・香川大学南東交差点）
- 高松市道五番町西宝線（香川県高松市・西宝町1丁目交差点）
- 香川県道269号塩江香川高松自転車道線（香川県高松市・郷東橋西）
- 香川県道175号衣掛郷東線（香川県高松市郷東町・郷東町交差点）
- 香川県道16号高松王越坂出線（香川県高松市香西東町・本津交差点）
- 香川県道177号円座香西線（高松市香西南町）
- 香川県道177号円座香西線（香川県高松市鬼無町佐藤）
- 高松市道木太鬼無線（香川県高松市・藤井交差点）
- 香川県道175号衣掛郷東線（高松市鬼無町鬼無）
- 香川県道171号国分寺太田上町線（高松市国分寺町新居・新居交差点）
- 香川県道179号端岡停車場線（高松市国分寺町新居・国分寺町新居交差点）
- 香川県道179号端岡停車場線（高松市国分寺町新居・端岡交差点）
- 香川県道183号綾川国分寺線（高松市国分寺町国分・国分寺町端岡交差点）
- 国道11号（香川県坂出市府中町・前谷東交差点）
- 香川県道17号府中造田線（香川県坂出市府中町・前谷交差点）
- 香川県道18号善通寺府中線（香川県道184号綾川府中線重複）（香川県坂出市府中町・新宮交差点）
- 香川県道187号林田府中線（香川県坂出市府中町・鴨川新橋西詰交差点）
- 香川県道180号鴨川停車場五色台線（香川県坂出市府中町・JR四国鴨川駅前交差点）
- 香川県道188号城山鴨川線（香川県坂出市・城山温泉入口）
- 国道11号（香川県坂出市西庄町・西庄交差点）
- 香川県道16号高松王越坂出線（香川県坂出市江尻町・金山西交差点）
- 香川県道19号坂出港線・香川県道20号坂出停車場線（香川県坂出市元町・天神町交差点）
- 香川県道19号坂出港線（香川県坂出市元町・文明町交差点）
- 香川県道192号瀬居坂出港線（香川県坂出市常盤町・常盤町交差点）
- 香川県道186号大屋冨築港宇多津線（香川県綾歌郡宇多津町字・新開交差点）
- 香川県道194号飯野宇多津線（香川県綾歌郡宇多津町浜八番丁・宇夫階高架下交差点）
- 香川県道203号丸亀港線（香川県丸亀市風袋町・風袋町交差点）
- 香川県道21号丸亀詫間豊浜線・香川県道204号丸亀停車場線（香川県丸亀市塩飽町・塩飽町交差点）
- 香川県道21号丸亀詫間豊浜線（香川県丸亀市大手町・丸亀郵便局前交差点）
- 香川県道204号丸亀停車場線（香川県丸亀市中府町・中府町3丁目交差点）
- 香川県道205号多度津丸亀線（香川県丸亀市中府町）
- 国道11号（国道319号重複）（香川県丸亀市原田町・丸亀原田交差点）
- 国道319号（香川県善通寺市原田町・原田東交差点）
- 香川県道25号善通寺多度津線（香川県善通寺市金蔵寺町・金蔵寺交差点）
- 国道11号（香川県善通寺市・多度津高架橋西交差点 / 終点）

### 交差する鉄道
- 高徳線
- 瀬戸大橋線
- 予讃線
- 土讃線